# Crista galli
La crista galli (« crête de coq » en latin)  ou apophyse crista galli est un processus médian supérieur de l'os ethmoïde. C'est une apophyse verticale située dans le plan sagittal. Elle constitue, avec la lame perpendiculaire de l'os ethmoïde, la lame verticale de l'os ethmoïde

## Description
La crista galli est une lame osseuse qui se situe au dessus de la lame criblée. Elle est de forme triangulaire. 
Sa base s’insère sur la lame criblée. Son sommet arrondi est un des points d'insertion de la faux du cerveau.
Son bord postérieur est oblique s'orientant en avant à partir de la base.
Son bord antérieur presque vertical s'inclinant légèrement vers l'avant à partir de la base et s'articule avec le fond de l'incisure ethmoïdale de l'os frontal par deux crêtes latérales, les ailes de la crista galli.

## Rapports
Les bulbes olfactifs se trouvent de chaque côté de la crista galli sur le dessus de la lame criblée.
Le bord postérieur est une des zones d'insertion de la faux du cerveau.
Elle se trouve dans la scissure inter-hémisphérique cérébrale.

## Variations anatomiques
La hauteur de la lame osseuse varie largement entre les individus. Chez la plupart des individus elle arrive juste en dessous de la lame criblée. Dans 28% des cas elle la dépasse largement, alors que chez 8 % des personnes elle ne dépasse pas la moitié de la lame criblée .
La crista galli peut être le siège d'une pneumatisation, c'est-à-dire qu'une cellule peut se développer à l'intérieur. On considère que 13% de la population a ainsi une crista galli pneumatisée .

## Aspect clinique
Une crista galli pneumatisée peut très rarement être le siège d'une mucocèle .

## Galerie

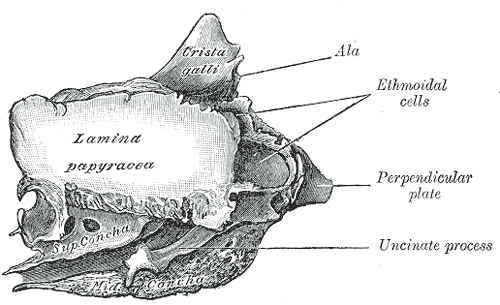
L´os ethmoïde
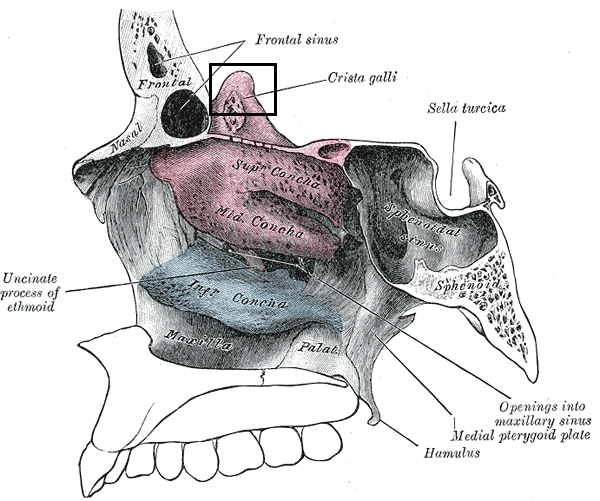
Paroi latérale de la cavité nasale, montrant ethmoïde en position
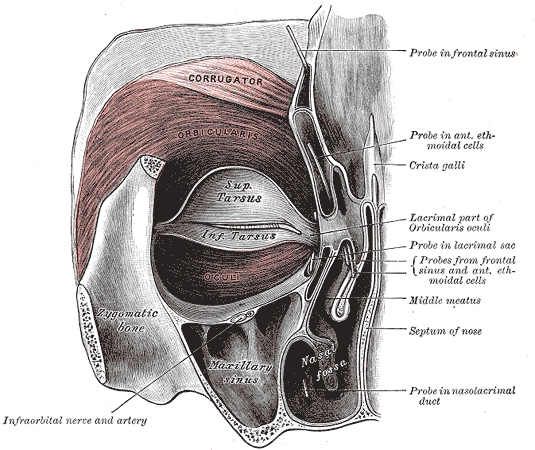
Orbiculaire de l'œil gauche, vu de derrière.
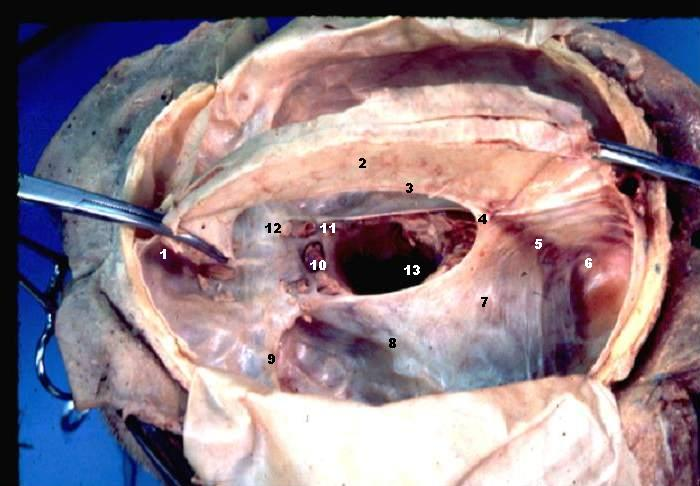
Dure-mère du cerveau de l'homme